# Horní Slatina
Horní Slatina (deutsch Oberlatein) ist eine Gemeinde in Tschechien. Sie befindet sich neun Kilometer östlich von Dačice in der Böhmisch-Mährischen Höhe und gehört zum Okres Jindřichův Hradec.

## Geographie

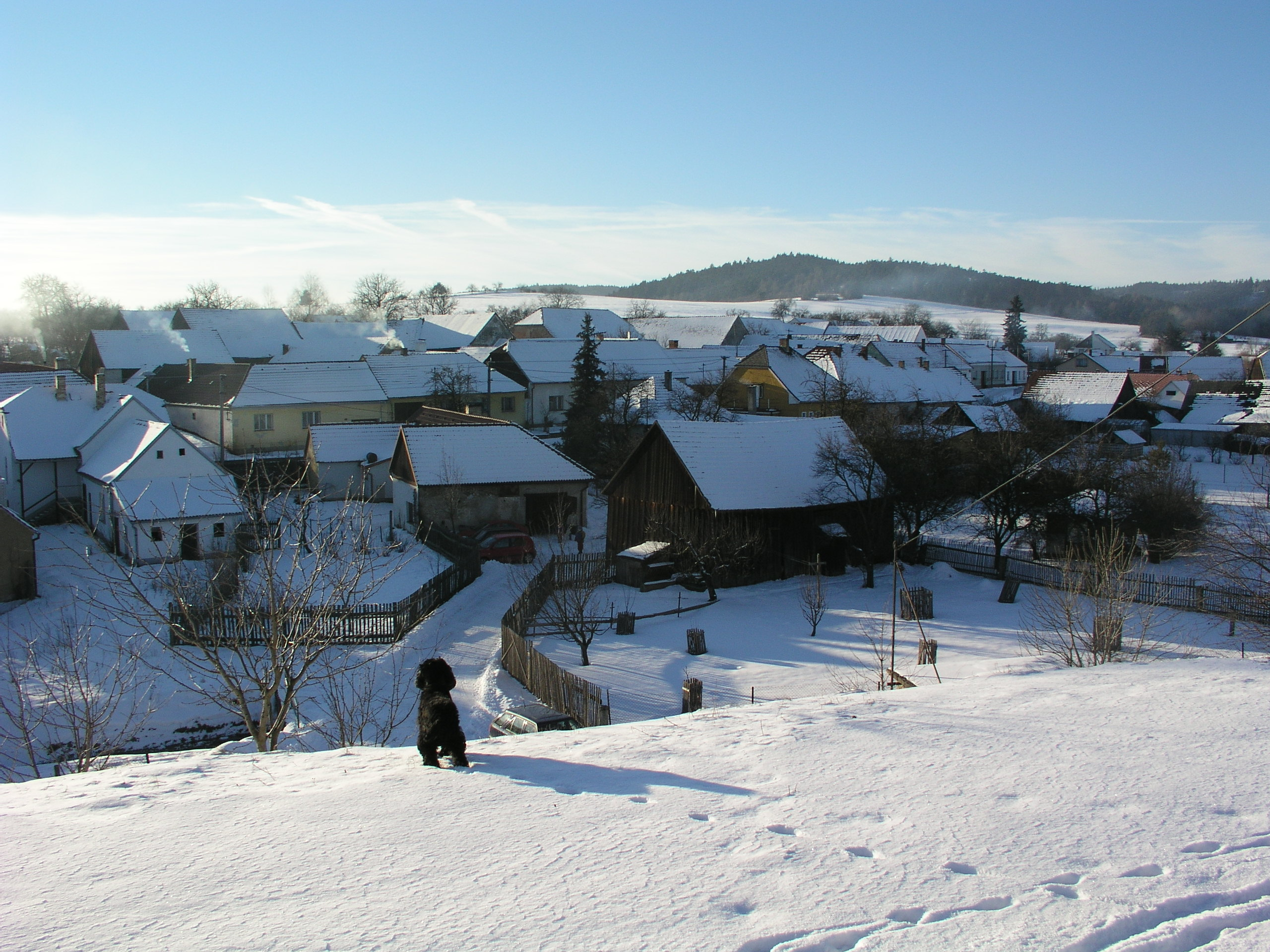
Blick auf Horni Slatina

Das mährische Dorf Horní Slatina liegt rechtsseitig der Želetavka im Seitental eines kleinen Zuflusses. Westlich erhebt sich die 665 m hohe Bába.
Nachbarorte sind Červený Hrádek und Bohusoudov im Norden, Knínice und Budeč im Osten, Borová im Südosten, Vesce und Budíškovice im Südwesten sowie Jersice im Nordwesten.

## Geschichte
Erstmals urkundlich erwähnt wurde das Dorf im Jahre 1278. Im Laufe der Zeit gehörte Horní Slatina zu den Herrschaften Budeč, Budíškovice und Dačice. Horní Slatina war Pfarrort für die Orte Budíškovice, Jersice, Chotěbudice und Vesce.
1970 verlor der Ort seine Selbständigkeit. Er wurde erst nach Budeč, später nach Budíškovice eingemeindet. Seit 1990 ist Horní Slatina wieder eine Gemeinde.

## Gemeindegliederung
Für die Gemeinde Horní Slatina sind keine Ortsteile ausgewiesen.

## Sehenswürdigkeiten
- Kirche St. Ägidius, erbaut in der ersten Hälfte des 13. Jahrhunderts